# Dynamic Heroes
Dynamic Heroes (永井豪まんが外伝 ダイナミックヒーローズ?, Nagai Gō manga gaiden - Dainamikku Hīrōsu, lett. "Storia aggiuntiva a fumetti di Gō Nagai - Dynamic Heroes"), noto anche come Go Nagai Manga Heroes Crossover Collection - Dynamic Heroes, è un manga scritto da Gō Nagai e disegnato da Kazuhiro Ochi aventi come protagonisti i principali personaggi dell'universo nagaiano: Devilman, Cutie Honey, Mazinga Z, Grande Mazinga, Ufo Robot Goldrake e Getter Robot.
Nato come "click manga", ossia come "fumetto interattivo" con un software in grado di creare una sorta di ibrido manga-anime-videogioco, il progetto era naufragato dopo le prime 2 storie (su 6 previste) uscite nel 1999. Nel 2004 la storia venne però trasformata in un e-manga, pubblicato poi in versione cartacea dalla Kōdansha.
In Italia il manga è stampato dalla d/visual in duplice versione: con la traduzione dei nomi dei personaggi e dei colpi fedele all'originale (es. Mazinger, Grendizer) o con l'adattamento storico (es. Mazinga, Goldrake). Una nuova edizione, pubblicata da J-Pop, è uscita alla fine del 2017.

## Trama
Dalla partenza di Duke Fleed (Actarus) è passato già un anno, e la Terra sembra vivere un periodo di pace. Il pericolo di Vega infatti è stato debellato, così come lo sono stati prima di lui i terribili Mikenei ed il Dottor Inferno.
La storia inizia quando Koji Kabuto (Alcor) sogna Maria che gli chiede di andare da lei su Fleed, provocando un attacco di gelosia di Sayaka. In seguito un oggetto volante non identificato viene avvistato in rapido avvicinamento verso la Terra, in direzione del Giappone. Ben presto i nostri eroi si accorgono che si tratta dello Spacer, il disco spaziale a cui si univa il Grendizer (ovvero Goldrake), non è pilotato Actarus ma da sua sorella Maria. Koji parte velocissimo per salvarla dagli ufo nemici, riuscendo nel suo intento solo grazie all'aiuto di Tetsuya e del Grande Mazinga.
Nel frattempo, un secondo mostro gigante infatti attacca il team Getter proprio mentre il Getter Robot G è in riparazione, mettendo a dura prova i tre piloti costretti a battersi con un modello sperimentale privo di armamenti.
Come se tutto questo non fosse abbastanza, un grave problema sembra coinvolgere nella vicenda Cutie Honey e Devilman. A Cutie Honey viene tesa una trappola da Panther Claw con l'aiuto di alcuni demoni, venendo salvata per il rotto della cuffia proprio da Akira Fudo, il demone che ha tradito la sua stirpe. Prima di sconfiggere i demoni, questi riescono a fuggire, ed i due protagonisti riescono a scorgere la fortezza volante del Dottor Inferno.